# Losjön, Hälsingland
Losjön är en sjö i Ovanåkers kommun i Hälsingland och ingår i Ljusnans huvudavrinningsområde. Sjön har en area på 0,395 kvadratkilometer och ligger 194,2 meter över havet.

## Delavrinningsområde
Losjön ingår i det delavrinningsområde (679868-151171) som SMHI kallar för Utloppet av Losjön. Medelhöjden är 219 meter över havet och ytan är 3,64 kvadratkilometer. Det finns inga avrinningsområden uppströms utan avrinningsområdet är högsta punkten. Vattendraget som avvattnar avrinningsområdet har biflödesordning 4, vilket innebär att vattnet flödar genom totalt 4 vattendrag innan det når havet efter 71 kilometer. Avrinningsområdet består mestadels av skog (85 procent). Avrinningsområdet har 0,39 kvadratkilometer vattenytor vilket ger det en sjöprocent på 10,7 procent.